# Haiwee
Haiwee (Timbisha: Heewi, das heißt Taube) ist eine Unincorporated Community im Inyo County, Kalifornien, USA.

## Lage

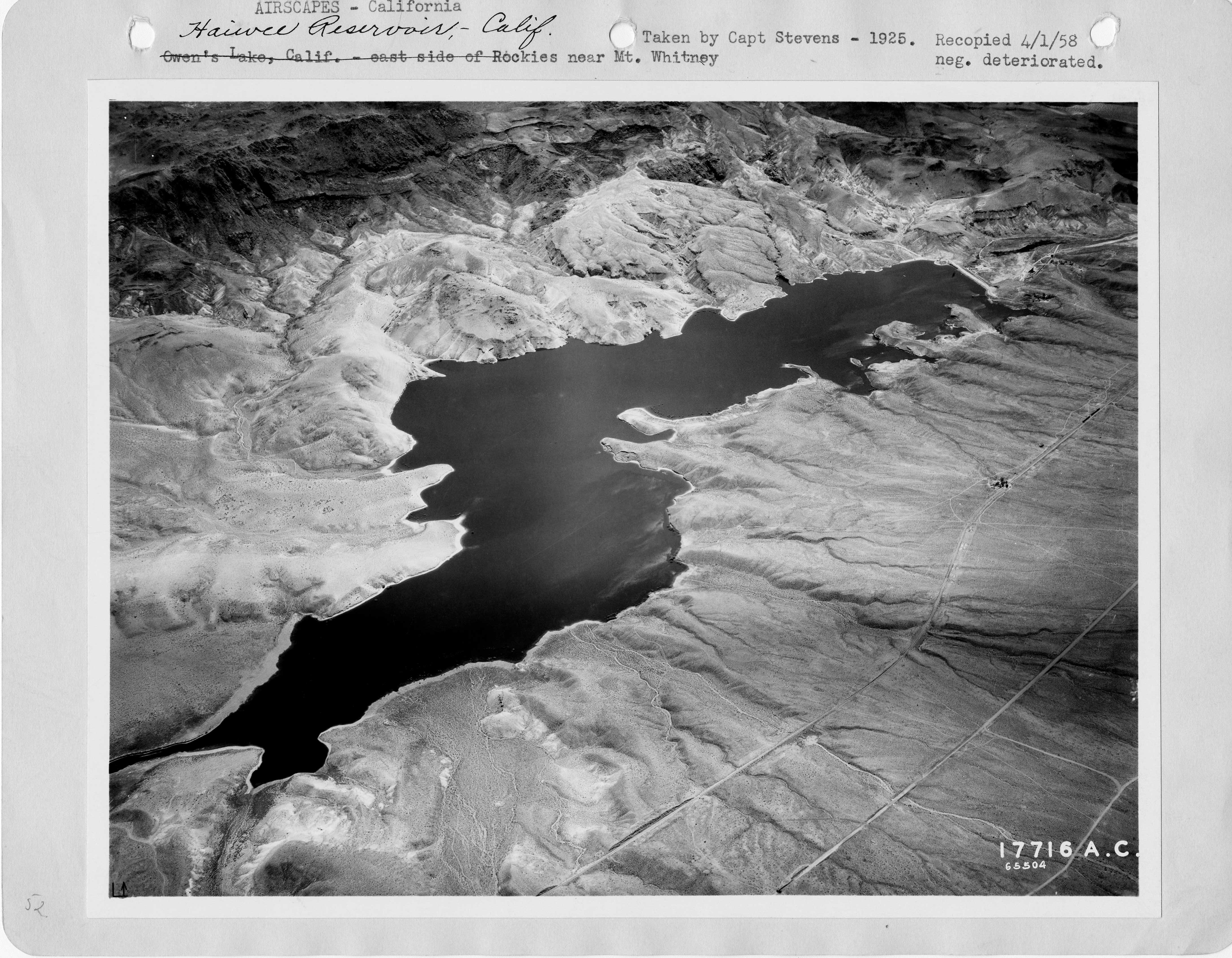
Haiwee Reservoir

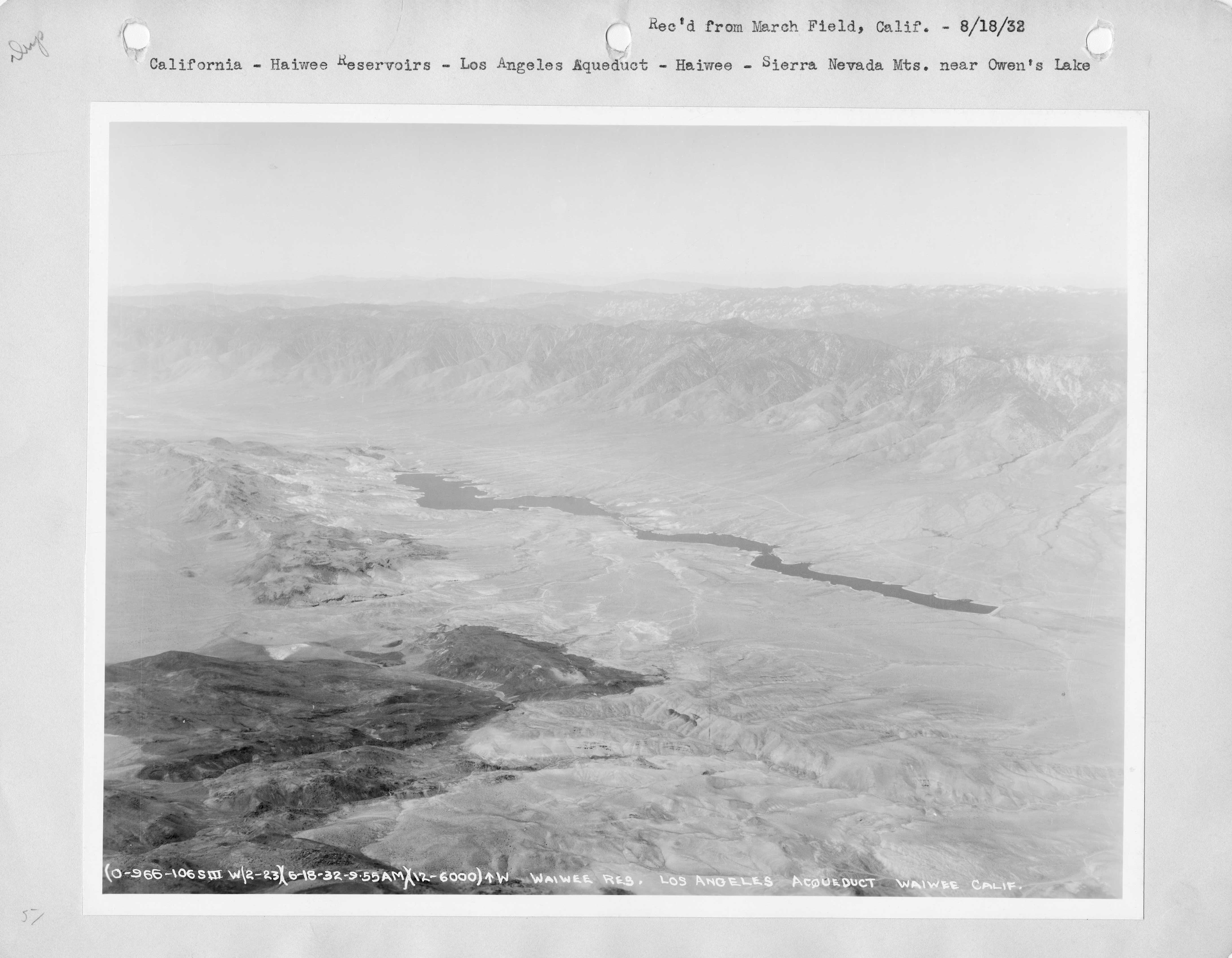
Haiwee Reservoir

Haiwee liegt in 1242 m (4075 ft.) Höhe an der U. S. Route 395, die in Nord-Süd-Richtung von der kanadischen Grenze im Bundesstaat Washington bis in die Mojave-Wüste im Süden Kaliforniens verläuft. Der Ort liegt südlich des Owens Lake, knapp 80 km südlich von Independence, dem Verwaltungssitz des Inyo County. Westlich des Ortes liegt der Haiwee Pass über die Sierra Nevada. Östlich des Ortes zieht sich das Haiwee Reservoir gute 12 km (8 Meilen) nach Norden. Las Vegas liegt etwa 250 km östlich von Haiwee, dazwischen befindet sich das Death Valley.

## Geschichte
Haiwee liegt auf dem ehemaligen Stammesgebiet der Timbisha.
Die Besiedlung des Ortes durch Weiße begann 1864 als Versorgungsposten bei Haiwai (später Haiwee) Meadows an der Straße zwischen Visalia und dem Owens Valley. Der Posten wurde von einem Mann namens McGuire mit seiner Frau und ihrem kleinen Sohn betrieben. McGuires Frau und Sohn wurden bei einem Indianerangriff getötet, als er am 1. Januar 1865 unterwegs war. Eine Siedlermiliz von Owens Valley rächte ihren Tod am 6. Januar 1865 mit einem Angriff auf das Indianerdorf, in dem die Mörder Zuflucht gesucht hatten, bekannt als das Massaker von Owens Lake. Dies war einer der letzten Kämpfe im Indianerkrieg im Owens Valley.
Die ursprüngliche Siedlung und die Haiwee Meadows sind heute vom Haiwee Reservoir bedeckt. Die Siedlung zog an einen Standort westlich des Stausees.